# Shīvā Kandī
Shīvā Kandī (persiska: شیوا کندی, Shīvān Kandī) är en ort i Iran.   Den ligger i provinsen Västazarbaijan, i den nordvästra delen av landet, 700 km nordväst om huvudstaden Teheran. Shīvā Kandī ligger 2 013 meter över havet och antalet invånare är 289.
Terrängen runt Shīvā Kandī är kuperad åt nordost, men åt sydväst är den bergig. Runt Shīvā Kandī är det ganska tätbefolkat, med 75 invånare per kvadratkilometer. Närmaste större samhälle är Fīrūraq, 12,6 km sydost om Shīvā Kandī. Trakten runt Shīvā Kandī består i huvudsak av gräsmarker.